# جيلالي بوقلمونة
جيلالي بوقلمونة لاعب كرة قدم جزائري من مواليد 29 أوت 1952 بمدينة غليزان نشط في فريقي شبيبة غليزان وسريع غليزان.

## مشواره
إلتحق بنادي شبيبة غليزان ولعب معه لموسمين وسرعان ما إنتقل للفريق الجار سريع غليزان ثم إنتقل لفريق شباب واد ارهيو ثم شباب مازونة.